# Mihajlo Manović
Mihajlo Manović je hrvatski bivši košarkaš.
Igrao je 1970-ih i početkom '80-ih.

## Igračka karijera

### Klupska karijera
U karijeri je igrao za splitsku Jugoplastiku. 
S Jugoplastikom je igrao u finalu Kupa europskih prvaka 1971./72. godine. U sastavu su još bili Petar Skansi, Rato Tvrdić, Damir Šolman, Zdenko Prug, Branko Macura, Lovre Tvrdić, Dražen Tvrdić, Duje Krstulović, Mirko Grgin, Drago Peterka, Ivo Škarić, Zoran Grašo, a sastav je vodio Branko Radović.
1972./73. je s Jugoplastikom igrao u finalu Kupa pobjednika kupova. U sastavu su još igrali Rato Tvrdić, Branko Macura, Damir Šolman, Duje Krstulović, Lovre Tvrdić, Zdenko Prug, Dražen Tvrdić, Mirko Grgin, Ivo Škarić, Mlađan Tudor, Zoran Grašo, a vodio ih je Srđan Kalember.
1975./76. je osvojio s Jugoplastikom Kup Radivoja Koraća. U sastavu su još igrali Željko Jerkov, Rato Tvrdić, Mlađan Tudor, Mirko Grgin, Duje Krstulović, Branko Macura, Ivo Bilanović, Ivo Škarić, Branko Stamenković, Ivica Dukan, Damir Šolman, Slobodan Bjelajac, Damir Šolman, Drago Peterka, a vodio ih je Petar Skansi.
1976./77. je s Jugoplastikom obranio naslov pobjednika Kupa Radivoja Koraća. U sastavu su još igrali Željko Jerkov, Rato Tvrdić, Damir Šolman, Duje Krstulović, Mlađan Tudor, Mirko Grgin, Ivo Bilanović, Branko Macura, Ivica Dukan, Slobodan Bjelajac, Ivan Sunara, Predrag Kruščić, Mladen Bratić, Deni Kuvačić, a vodio ih je Petar Skansi.

## Vanjske poveznice
Povratak ’žute šestice’  Arhivirana inačica izvorne stranice od 4. ožujka 2016. (Wayback Machine)